# 巴拉克利亚市镇
巴拉克利亚市级市镇（烏克蘭語：Балаклійська міська громада）是乌克兰東部哈爾科夫州伊久姆區的一个市镇，行政中心为巴拉克利亚。市镇面积为1299.5平方公里，人口数量为46,142人（2020年）。

## 聚居点
该市镇包括一个城市（巴拉克利亚）、一个镇（斯洛博然斯凱）和35个村庄。村庄列表如下：
- 阿西伊夫卡
- 拜拉克
- 貝雷斯強基
- 博爾希夫卡
- 布里哈迪里夫卡
- 韋爾比夫卡
- 維利內
- 維特里夫卡
- 沃夫奇亞爾
- 沃爾文科韋
- 沃洛布伊夫卡
- 沃洛希夫亞爾
- 胡薩里夫卡
- 扎夫霍羅德內
- 卡利尼夫卡
- 克雷伊江卡
- 克里尼奇內
- 洛佐文卡
- 米洛瓦
- 新胡薩里夫卡
- 新塞爾普希夫卡
- 新米科拉伊夫卡
- 亚诺希内
- 彼得里夫斯凱
- 波皮夫卡
- 普羅托波皮夫卡
- 索科利夫卡
- 斯泰波克
- 塔拉努什內
- 烏斯彭斯凱
- 切皮利
- 锡韦尔斯凯
- 舍韋利夫卡
- 休里夫卡
- 亞科文科韋